# Schola cantorum
Una schola cantorum (latino per "scuola di cantori") è una scuola corale e coro di giovani destinati ad accompagnare le funzioni religiose nella Chiesa cattolica. La prima schola cantorum fu fondata da papa Silvestro I (334 circa); da questa derivò la scuola romana nel Laterano quella che diverrà la Cappella musicale Pia Lateranense, quindi, analoghe scuole nelle Chiese di tutto il mondo cattolico.
Il nome fu assunto anche per scuole laiche, tra le quali la più famosa è la Schola Cantorum de Paris, fondata nel 1894 da Vincent d'Indy il quale la trasformò in una scuola di composizione.